# Conus biliosus
Conus biliosus é uma espécie de gastrópode do gênero Conus, pertencente a família Conidae.

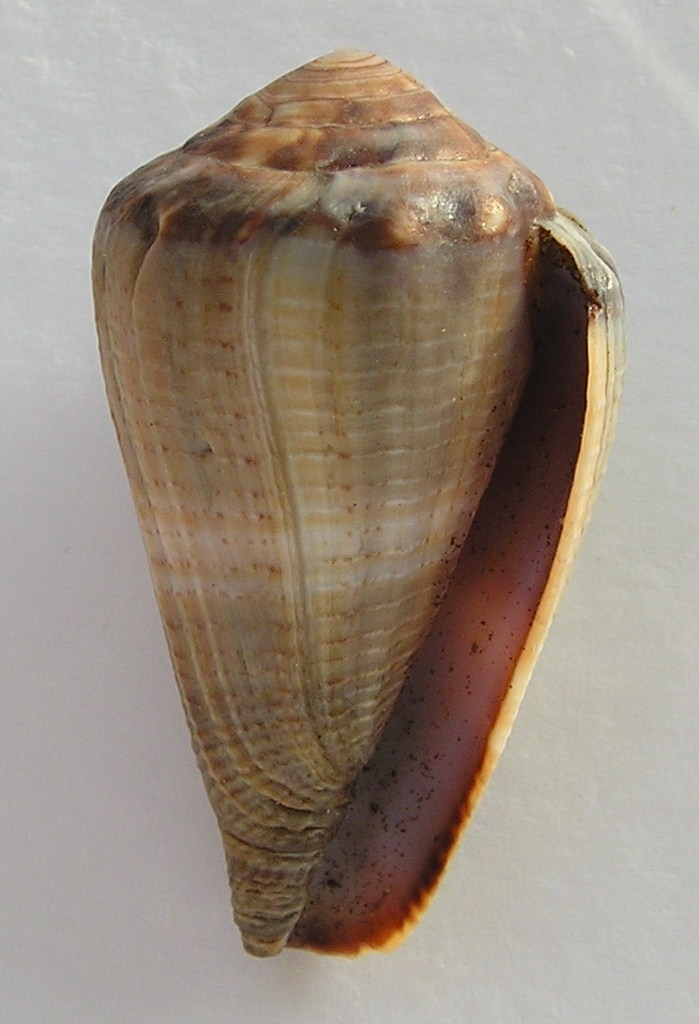
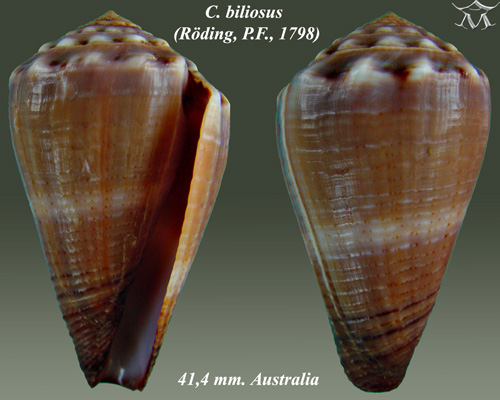
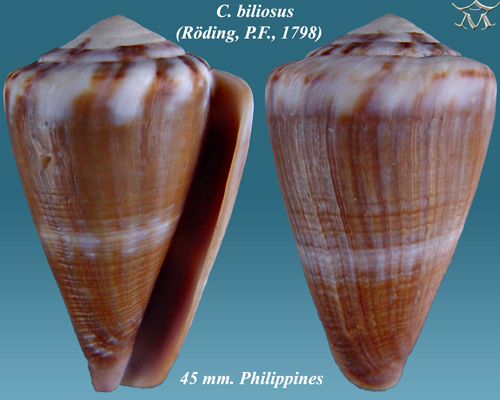
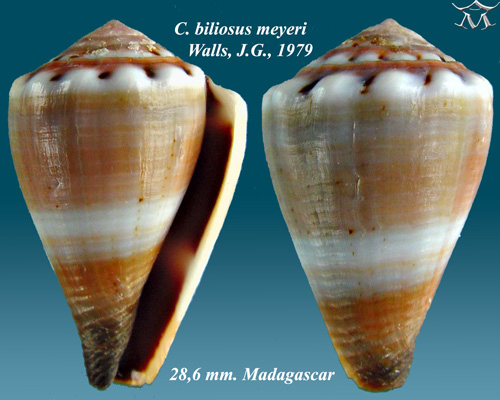
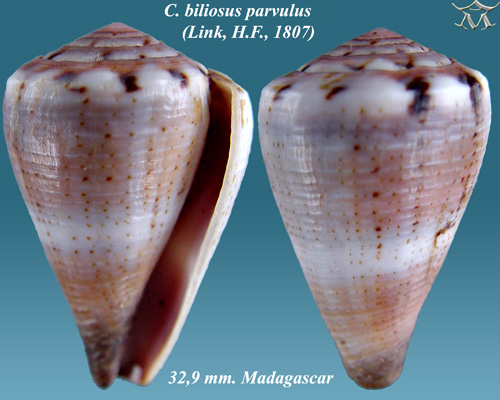